# Richard W. Hoffman
Richard William Hoffman (* 23. Dezember 1893 in Chicago, Illinois; † 6. Juli 1975 in Maywood, Illinois) war ein US-amerikanischer Politiker. Zwischen 1949 und 1957 vertrat er den Bundesstaat Illinois im US-Repräsentantenhaus.

## Leben
Richard Hoffman nahm am Ersten Weltkrieg teil und arbeitete danach im Verlags- und Druckereiwesen. In Chicago wurde er Eigentümer und Betreiber einiger Radiosender. Zwischen 1933 und 1936 sowie nochmals von 1939 bis 1948 gehörte er dem Bildungsrat der J. Sterling Morton High School an. Politisch wurde er Mitglied der Republikanischen Partei.
Bei den Kongresswahlen des Jahres 1948 wurde Hoffman im zehnten Wahlbezirk von Illinois in das US-Repräsentantenhaus in Washington, D.C. gewählt, wo er am 3. Januar 1949 die Nachfolge von Ralph E. Church antrat. Nach drei Wiederwahlen konnte er bis zum 3. Januar 1957 vier Legislaturperioden im Kongress absolvieren. In diese Zeit fielen der Beginn des Kalten Krieges, der Koreakrieg und innenpolitisch die Bürgerrechtsbewegung.
Im Jahr 1956 verzichtete Richard Hoffman auf eine erneute Kongresskandidatur. Nach dem Ende seiner Zeit im US-Repräsentantenhaus nahm er seine früheren Tätigkeiten wieder auf. Er starb am 6. Juli 1975 in Maywood.